# Echinogorgia rebekka
Echinogorgia rebekka is een zachte koraalsoort uit de familie Plexauridae. De koraalsoort komt uit het geslacht Echinogorgia. Echinogorgia rebekka werd in 2000 voor het eerst wetenschappelijk beschreven door Grasshoff. 